# Sangkrah
Sangkrah is een bestuurslaag in het regentschap Surakarta van de provincie Midden-Java, Indonesië. Sangkrah telt 11.326 inwoners (volkstelling 2010).